# 蘇志誠 (籃球運動員)
蘇志誠（1999年4月15日—）為臺灣男子籃球運動員，場上位置為後衛。蘇志誠為出身花蓮縣萬榮鄉西林村的太魯閣族人，畢業於自強國中、能仁家商與國立體育大學，最初因為父親就讀警專時有打過籃球而被父親推薦打球，蘇志誠在國小時踏上籃球路。2021年8月蘇志誠在超級籃球聯賽新人選秀會第三輪獲得裕隆納智捷青睞，T1聯盟新人選秀會第二輪被臺南指名，9月與P. LEAGUE+桃園領航猿完成簽約。2022年11月，桃園璞園領航猿宣布蘇志誠因個人生涯規劃提前與球隊結束合約。

## 外部連結
- 蘇志誠在P. LEAGUE+
- 蘇志誠在Eurobasket.com（球員）（英语）